# طواف فلاندرز 1973
طواف فلاندرز 1973 هو سباق دراجات هوائية أقيم بتاريخ 1 أبريل 1973، تكون السباق من 1 مراحل وامتدّ لمسافة 263 كم بسرعة 41.857 كم/س، استغرق السباق 6 ساعة 17 دقيقة.